# کورچ ما
| نوروز ما - کورچ ما - اریه ما |    |    |    |    |    |    |  |  |
| ش                            | ی  | د  | س  | چ  | پ  | ج  |  |  |
|                              |    |    | ۱  | ۲  | ۳  | ۴  |  |  |
| ۵                            | ۶  | ۷  | ۸  | ۹  | ۱۰ | ۱۱ |  |  |
| ۱۲                           | ۱۳ | ۱۴ | ۱۵ | ۱۶ | ۱۷ | ۱۸ |  |  |
| ۱۹                           | ۲۰ | ۲۱ | ۲۲ | ۲۳ | ۲۴ | ۲۵ |  |  |
| ۲۶                           | ۲۷ | ۲۸ | ۲۹ | ۳۰ |    |    |  |  |
| بر اساس سال ۱۳۹۰ هجری شمسی   |    |    |    |    |    |    |  |  |

کورچ ما دومین ماه سال دیلمی است که ۳۰ روز دارد و از ۱۶ شهریور هرسال آغاز می‌شود.

## رویدادها

### جنگ
- ۸۹۳ - تصرف تبریز به دست سلطان سلیم عثمانی
- ۱۱۹۱ - پیروزی ناپلئون بوناپارت بر ارتش روسیه در منطقه بورودینو
- ۱۳۱۹ - آغاز بمباران شبانه لندن توسط نیروی هوایی آلمان نازی
- ۱۳۲۲ - ایتالیا تسلیم نیروهای متفقین شد
- ۱۳۵۳ - بمباران نوار مرزی ایران توسط هواپیماهای عراقی

### سیاسی
- ۱۲۴۶ - استقلال برزیل از سلطهٔ پرتغال
- ۱۲۷۸ - قیام بوکسورها در چین
- ۱۳۰۸ - تصویب قانون تابعیت مضاعف
- ۱۳۴۸ - ایران حکومت معمر قذافی را به رسمیت شناخت
- ۱۳۵۶ - کنسولگری ایران در سوئیس، مورد حمله قرار گرفت و بیساری از اسناد و مدارک آن به سرقت رفت
- ۱۳۶۰ - کنسولگری جمهوری اسلامی ایران در لندن، مورد حمله قرار گرفت و ۵۴ نفر توسط پلیس لندن بازداشت شدند
- ۱۳۸۸ - حمله به دفتر پیگیری ستاد موسوی و ضبط و مصادره اموال و اسناد

### ورزشی
- ۱۳۵۲ - پیروزی ۶–۰ تیم فوتبال پرسپولیس بر استقلال تهران در شهرآورد تهران

## جُستارهای وابسته
- شهریور
- مهر